# 서부주 (카메룬)

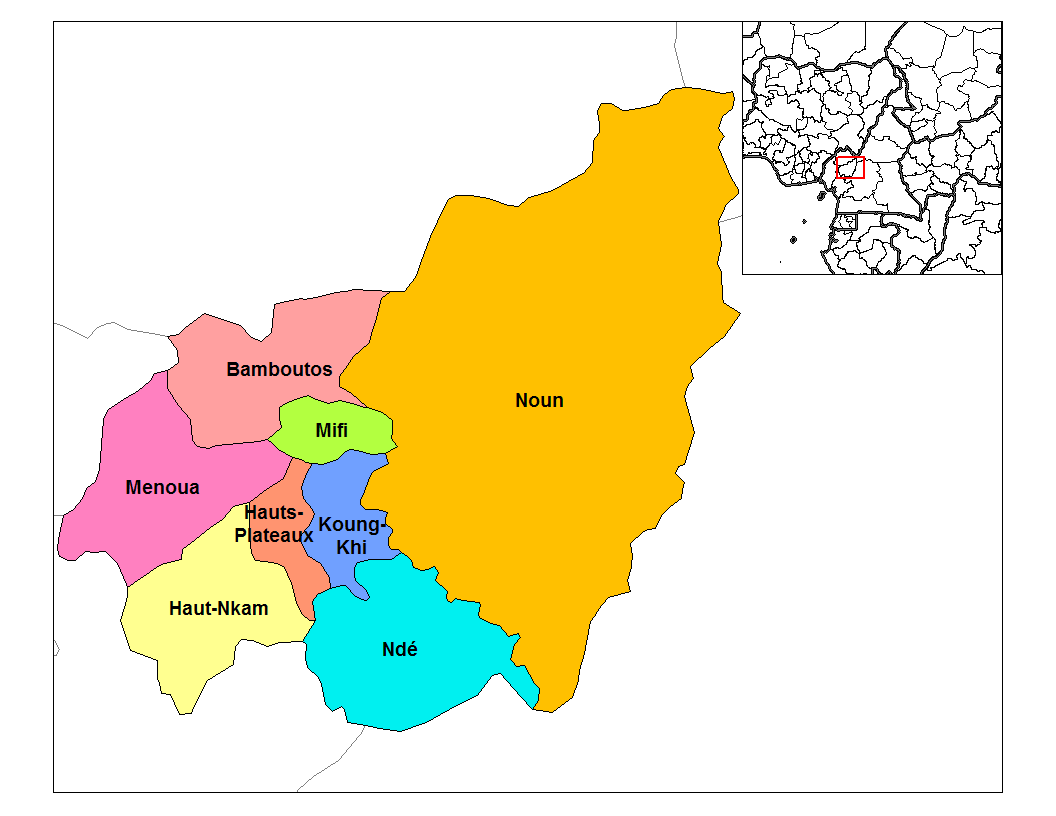
서부 주

서부주(프랑스어: Province de l'Ouest)는 카메룬 서부에 있는 주로 주도는 바푸삼이다. 이 외에 밤부토스, 반준 등의 도시가 있으며 인구(1987년 조사 기준)는 1,339,791명(인구밀도는 97명)이고 면적은 13,872km2이다.

## 자연
눈 강이 흐른다.

## 인구
| 연도    | 인구      | ±% p.a. |
| ------- | --------- | ------- |
| 1976    | 1,035,597 | —       |
| 1987    | 1,339,791 | +2.37%  |
| 2005    | 1,720,047 | +1.40%  |
| 2015    | 1,921,590 | +1.11%  |
| source: |           |         |

## 교통

### 공항
국내선 전용 공항이 있다.